# روح‌الله سیف‌اللهی
روح‌ اله سیف‌ اللهی مقدم (۲۲ دی ۱۳۶۹ در تهران)معروف به روح الله سیف اللهی بازیکن فوتبال اهل ایران است.
وی سابقه بازی در باشگاه فوتبال پرسپولیس‌ را دارد.

## آمار
| باشگاهی | باشگاهی  | باشگاهی       | لیگ  | لیگ | جام      | جام      | قاره | قاره | مجموع | مجموع |
| فصل     | باشگاه   | لیگ           | بازی | گل  | بازی     | گل       | بازی | گل‌   | بازی  | گل‌    |
| ایران   | ایران    | ایران         | لیگ  | لیگ | جام حذفی | جام حذفی | آسیا | آسیا | مجموع | مجموع |
| ------- | -------- | ------------- | ---- | --- | -------- | -------- | ---- | ---- | ----- | ----- |
| ۸۹–۹۰   | پرسپولیس | جام خلیج فارس | ۲    | ۰   | ۰        | ۰        | ۰    | ۰    | ۲     | ۰     |
| مجموع   | ایران    | ایران         | ۲    | ۰   | ۰        | ۰        | ۰    | ۰    | ۲     | ۰     |
| کل دوره | کل دوره  | کل دوره       | ۲    | ۰   | ۰        | ۰        | ۰    | ۰    | ۲     | ۰     |

## افتخارات
- لیگ برتر فوتبال ایران
  - قهرمان ۱
    - ۱۶/۲۰۱۵ همراه با استقلال خوزستان

  - جام حذفی فوتبال ایران
  - قهرمان ۱
    - ۲۰۱۰/۱۱ همراه با پرسپولیس

  - نایب قهرمان: ۱
    - ۲۰۱۲/۱۳ همراه با پرسپولیس